# The Map of Tiny Perfect Things
The Map of Tiny Perfect Things (bra: O Mapa das Pequenas Coisas Perfeitas) é um filme americano de 2021, dos gêneros drama de ficção científica e comédia romântica dirigido por Ian Samuels e baseado na obra literária de mesmo nome. O filme é estrelado por Kathryn Newton, Kyle Allen, Jermaine Harris, Anna Mikami, Josh Hamilton e Cleo Fraser.
O filme foi lançado pela Amazon Prime Video em 12 de fevereiro de 2021.

## Elenco
- Kathryn Newton como Margaret
- Kyle Allen como Mark
- Jermaine Harris como Henry
- Anna Mikami como Phoebe
- Josh Hamilton como Daniel
- Cleo Fraser como Emma
- Jorja Fox como Greta
- Al Madrigal como Mr. Pepper

## Produção
Em setembro de 2019, foi anunciado que Ian Samuels iria dirigir o filme, a partir de um roteiro de Lev Grossman baseado em seu conto de mesmo nome, com Akiva Goldsman produzindo o filme sob sua bandeira Weed Road Pictures, ao lado da FilmNation Entertainment.  Em fevereiro de 2020, Kathryn Newton, Kyle Allen, Jermaine Harris, Anna Mikami, Josh Hamilton e Cleo Fraser se juntaram ao elenco do filme, com a distribuição da Amazon Studios. 
As filmagens foram iniciadas em em fevereiro de 2020.

## Recepção
No site Rotten Tomatoes, agregador de resenhas, o filme tem uma taxa de aprovação de 79% com base em 33 resenhas, com uma média de 6,8/10. O consenso dos críticos do site afirma: "A jornada de seus personagens é um pouco acidentada e bastante  familiar, mas charme sincero e pistas agradáveis fazem The Map of Tiny Perfect Things valer a pena seguir." No Metacritic, ele tem uma pontuação média ponderada de 61 de 100, com base em 12 análises críticas, indicando "análises geralmente favoráveis".